# Birdtail Creek 57
Birdtail Creek 57 är ett reservat i Kanada.   Det ligger i provinsen Manitoba, i den sydöstra delen av landet, 2 000 km väster om huvudstaden Ottawa.
Omgivningarna runt Birdtail Creek 57 är en mosaik av jordbruksmark och naturlig växtlighet. Runt Birdtail Creek 57 är det mycket glesbefolkat, med 3 invånare per kvadratkilometer.